# فاندوفانتشري
فاندوفانتشري (بالإنجليزية: Vanduvancheri)‏ هي منطقة سكنية تقع في الهند في Kumbakonam Taluk. يقدر عدد سكانها بـ 442 نسمة .